# Via degli Dei
La via degli Dei è un cammino che collega le città di Bologna e Firenze, passando attraverso gli Appennini.

## Etimologia
Il nome deriva probabilmente dai toponimi di alcuni monti attraversati, fra cui Monte Venere, Monte Adone a Monzuno e Monte Luario a Firenzuola (con riferimento alla dea Lua, invocata dai Romani in guerra), nei pressi del passo della Futa.

## Storia
La via, attualmente segnata dal CAI, ripercorre i cammini utilizzati nel Medioevo per le comunicazioni fra Bologna e il capoluogo toscano, e ancora prima dai Romani attraverso quella che alcuni identificano con la via Flaminia "militare", costruita nel 187 a.C. per volontà del console romano Gaio Flaminio, e dagli Etruschi come via di collegamento tra Bologna e Fiesole, città entrambe di fondazione etrusca.
Il percorso, ricostruito a partire dagli anni '90, attraversa numerosi luoghi di interesse naturalistico e paesaggistico a quote intorno ai 1000 m s.l.m. In alcuni punti i sentieri passano proprio sulle antiche pavimentazioni stradali ancora superstiti dopo 2000 anni di storia.

## Percorso

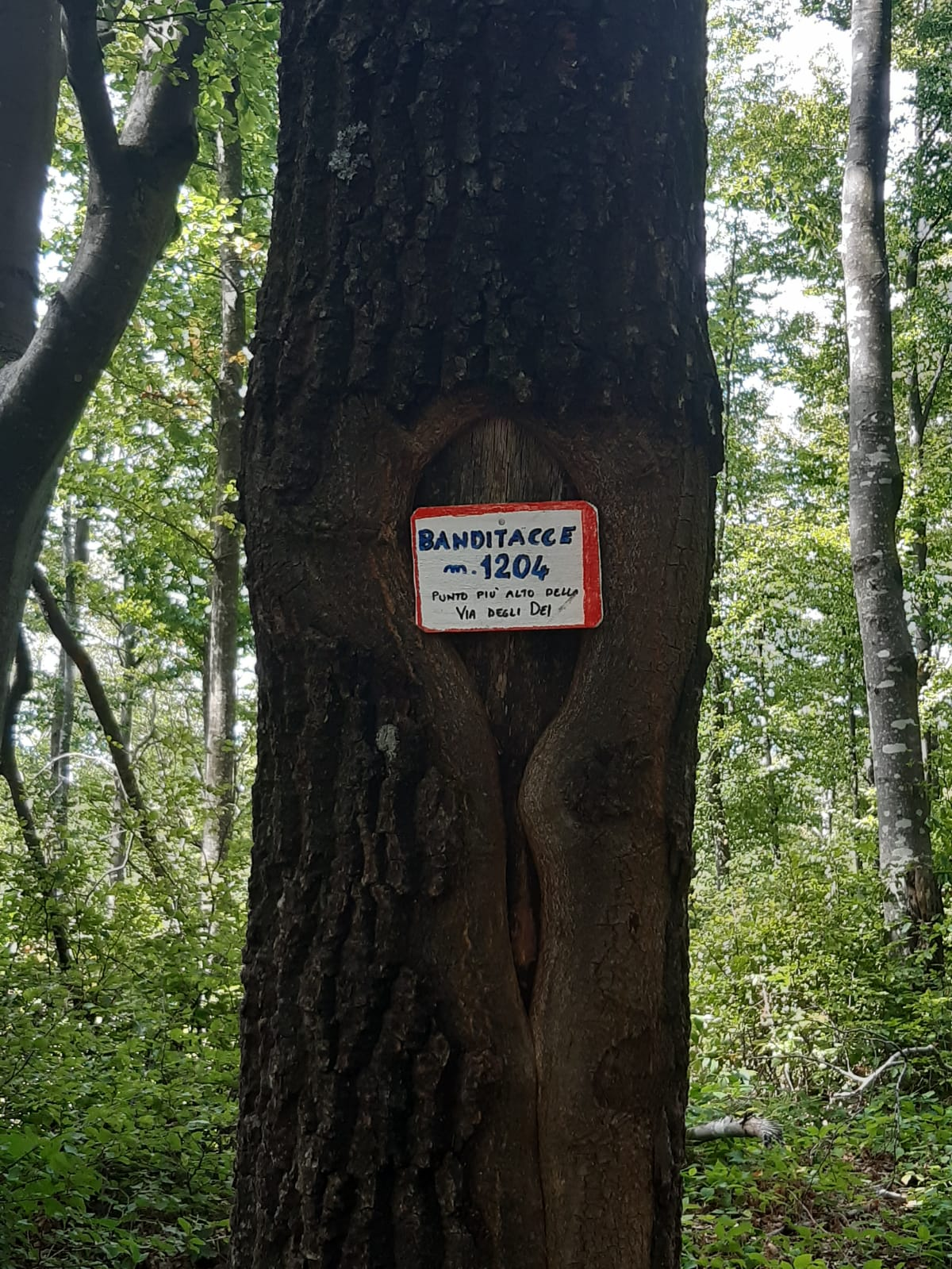
Cartello che indica il punto più alto della Via degli Dei.

Il tracciato, percorribile sia a piedi che in mountain bike è all'incirca il seguente:
- Bologna (54 m s.l.m.)
- Badolo (370 m s.l.m.)
- Monte Adone (654 m s.l.m.)
- Monzuno (621 m s.l.m)
- Monte Venere (940 m s.l.m.)
- Madonna dei Fornelli (770 m s.l.m.)
- Monte dei Cucchi (1140 m s.l.m.)
- Cima delle Banditacce (1204 m s.l.m.)
- Monte Poggiaccio (1190 m s.l.m.)
- Passo della Futa (900 m s.l.m.)
- Monte di Fò (780 m s.l.m.)
- Monte Gazzaro (1125 m s.l.m.)
- Passo dell'Osteria Bruciata (820 m s.l.m.)
- San Piero a Sieve (200 m s.l.m.)
- Monte Senario (820 m s.l.m.)
- Poggio il Pratone (700 m s.l.m.)
- Fiesole (300 m s.l.m.)
- Firenze (50 m s.l.m.)

## Galleria d'immagini

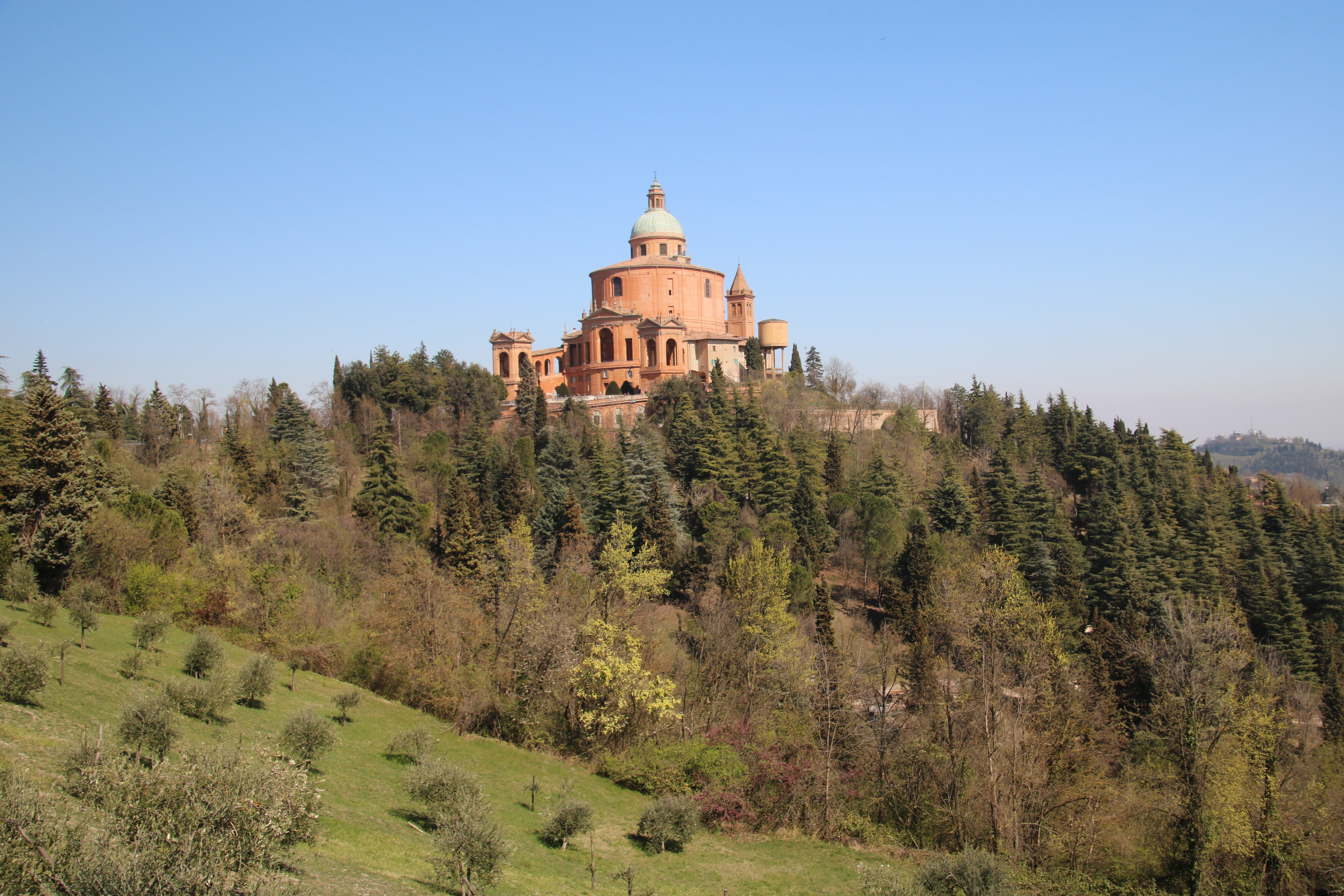
Veduta del Santuario della Madonna di San Luca
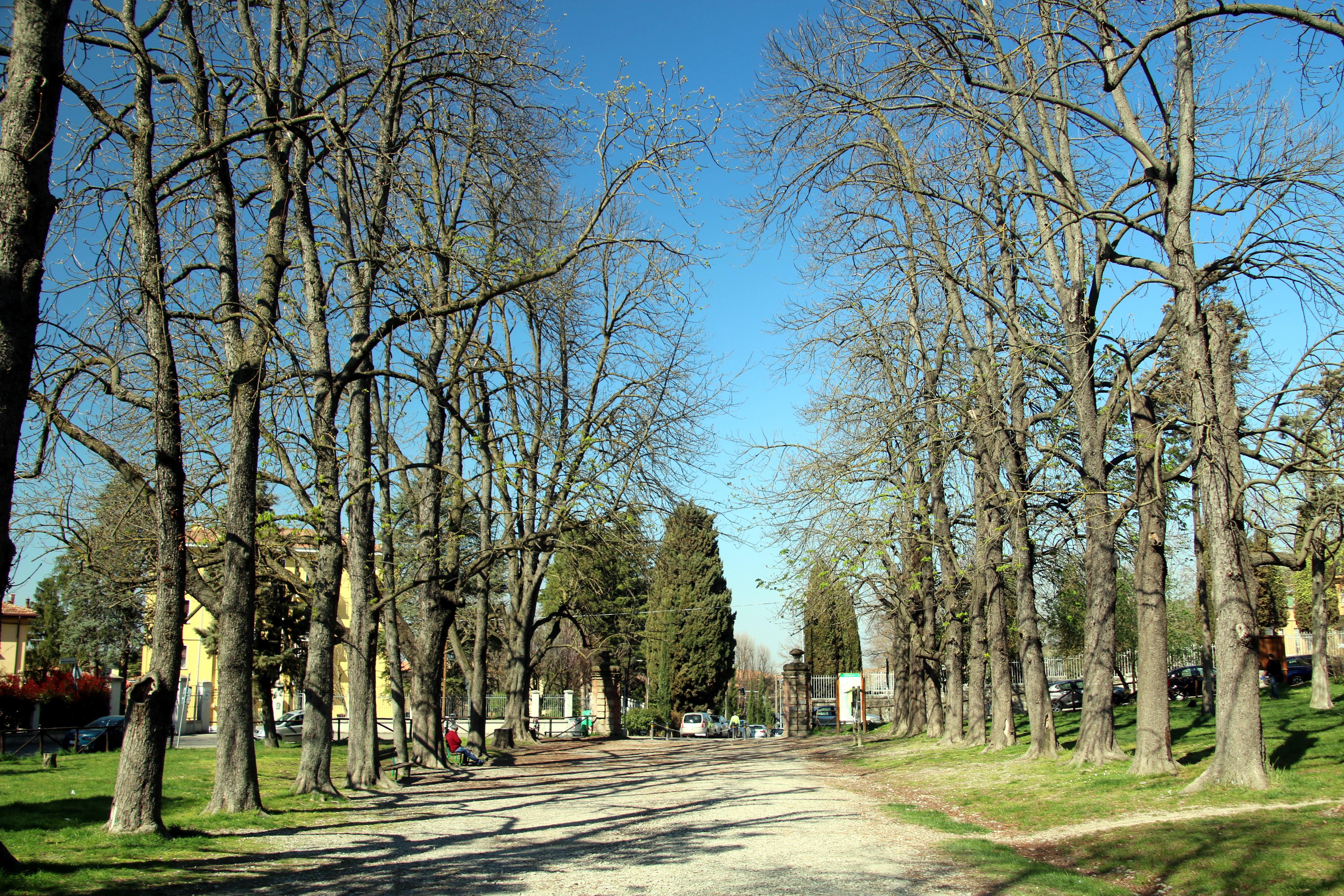
Parco della Chiusa a Casalecchio di Reno
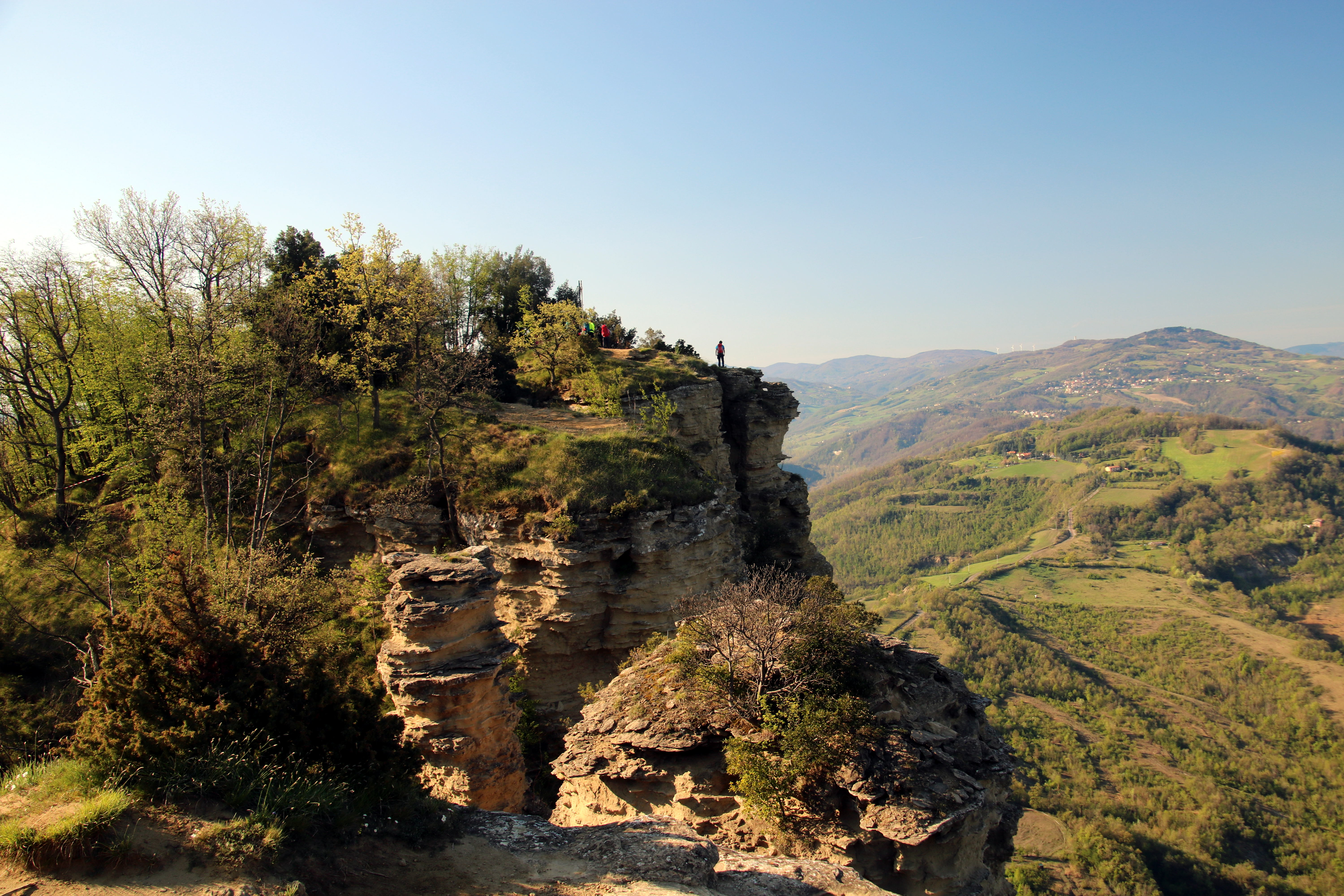
Monte Adone
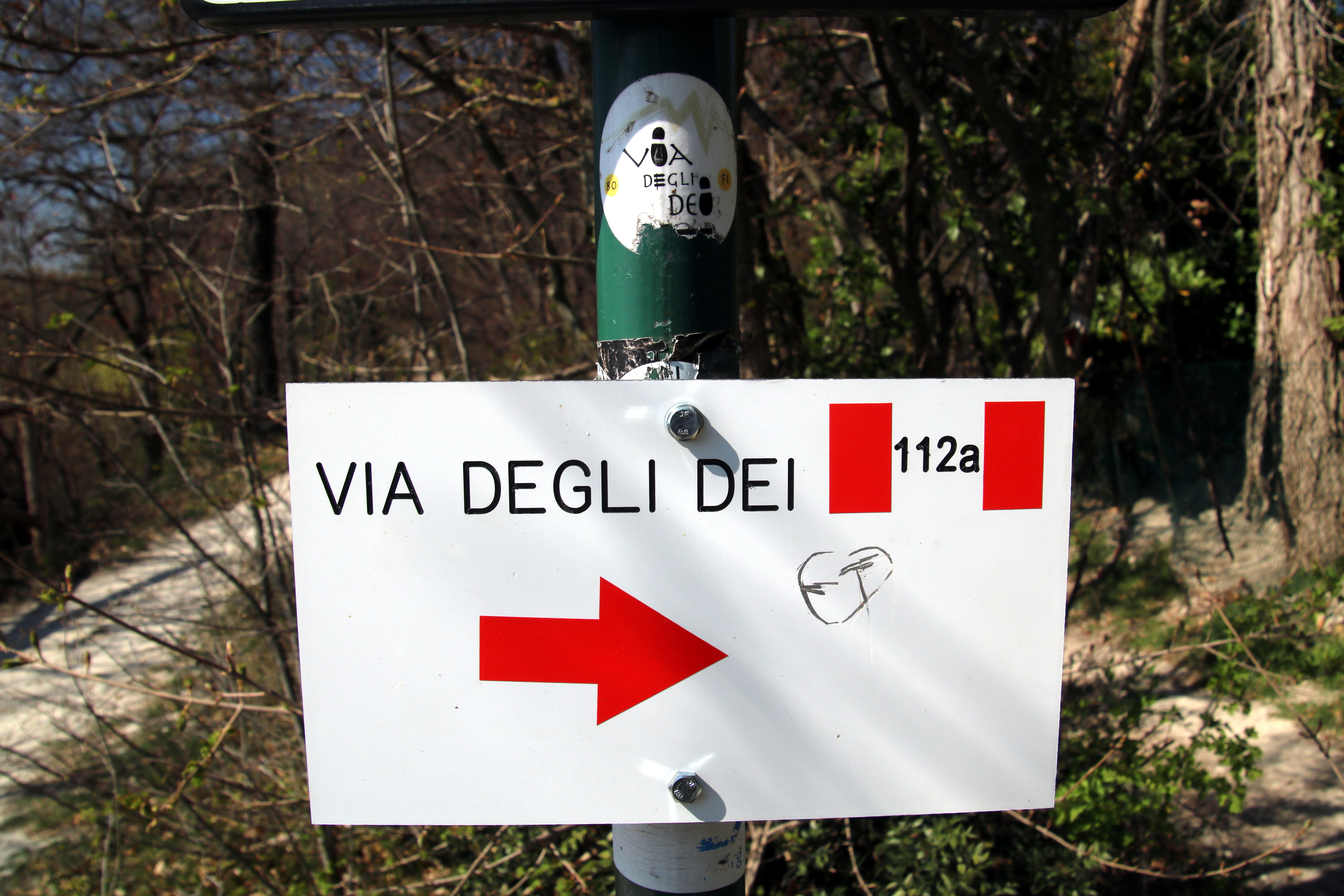
Segnaletica della Via degli Dei
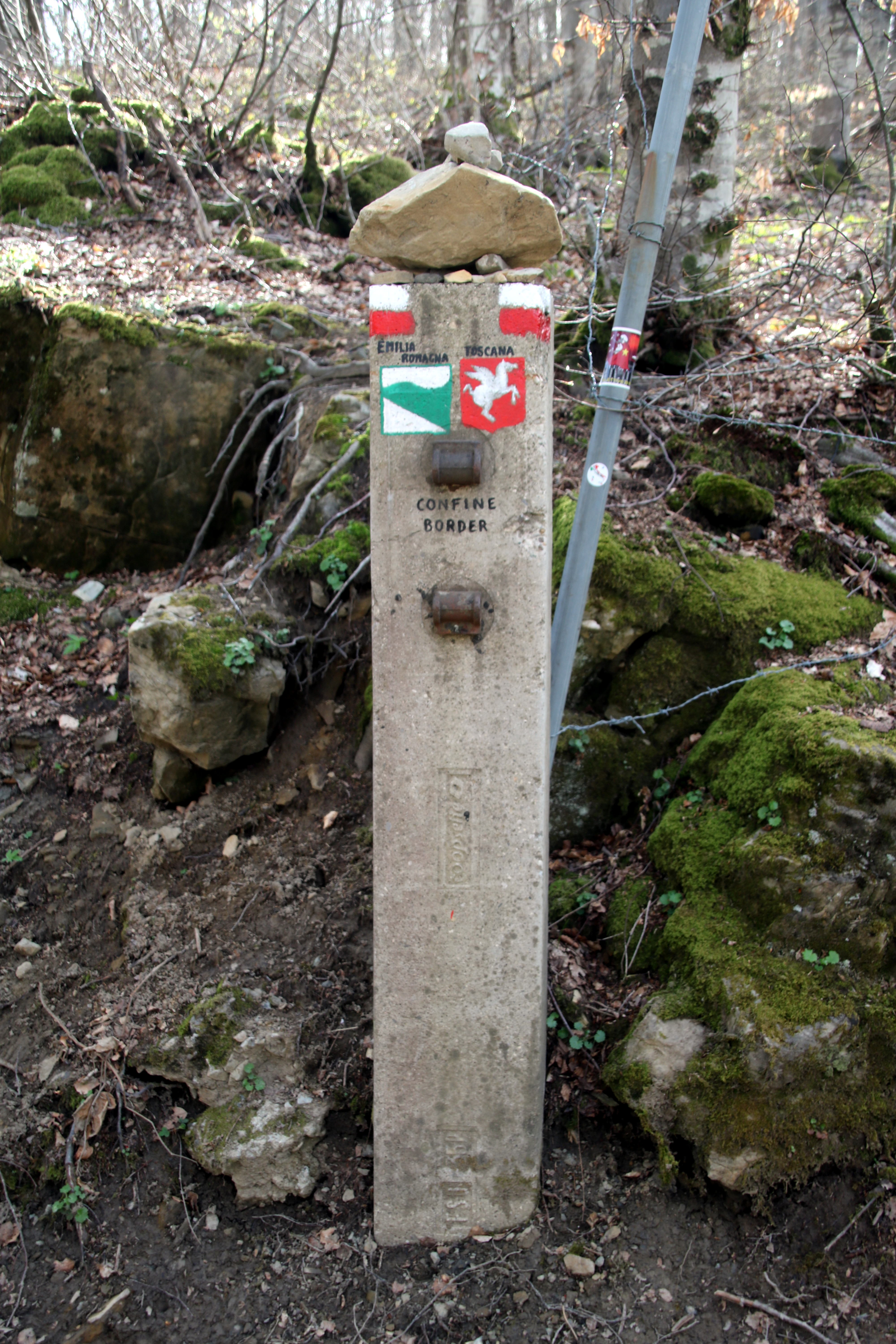
Cippo di confine fra l'Emilia-Romagna e la Toscana
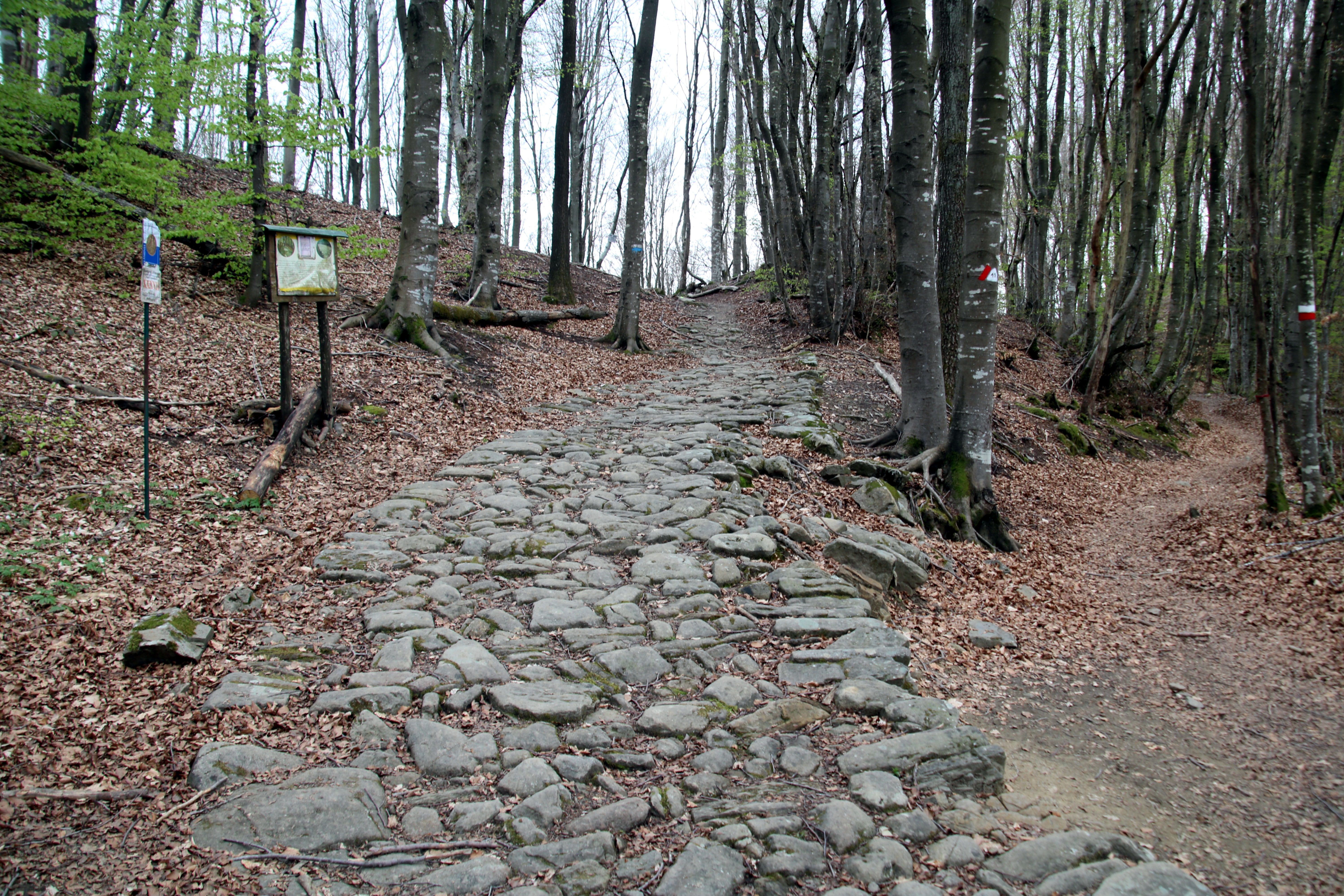
Strada romana visibile lungo il percorso
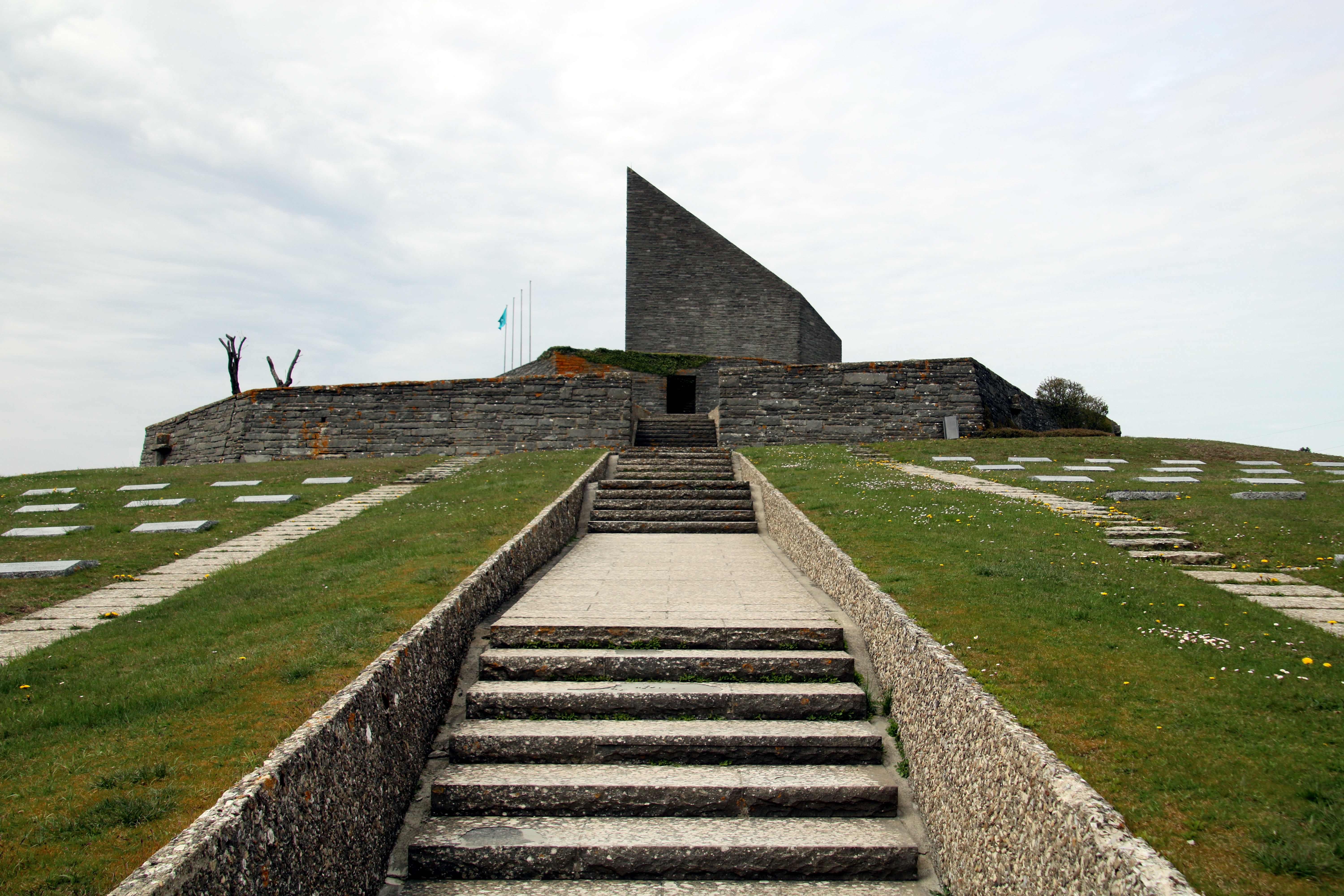
Cimitero militare germanico della Futa
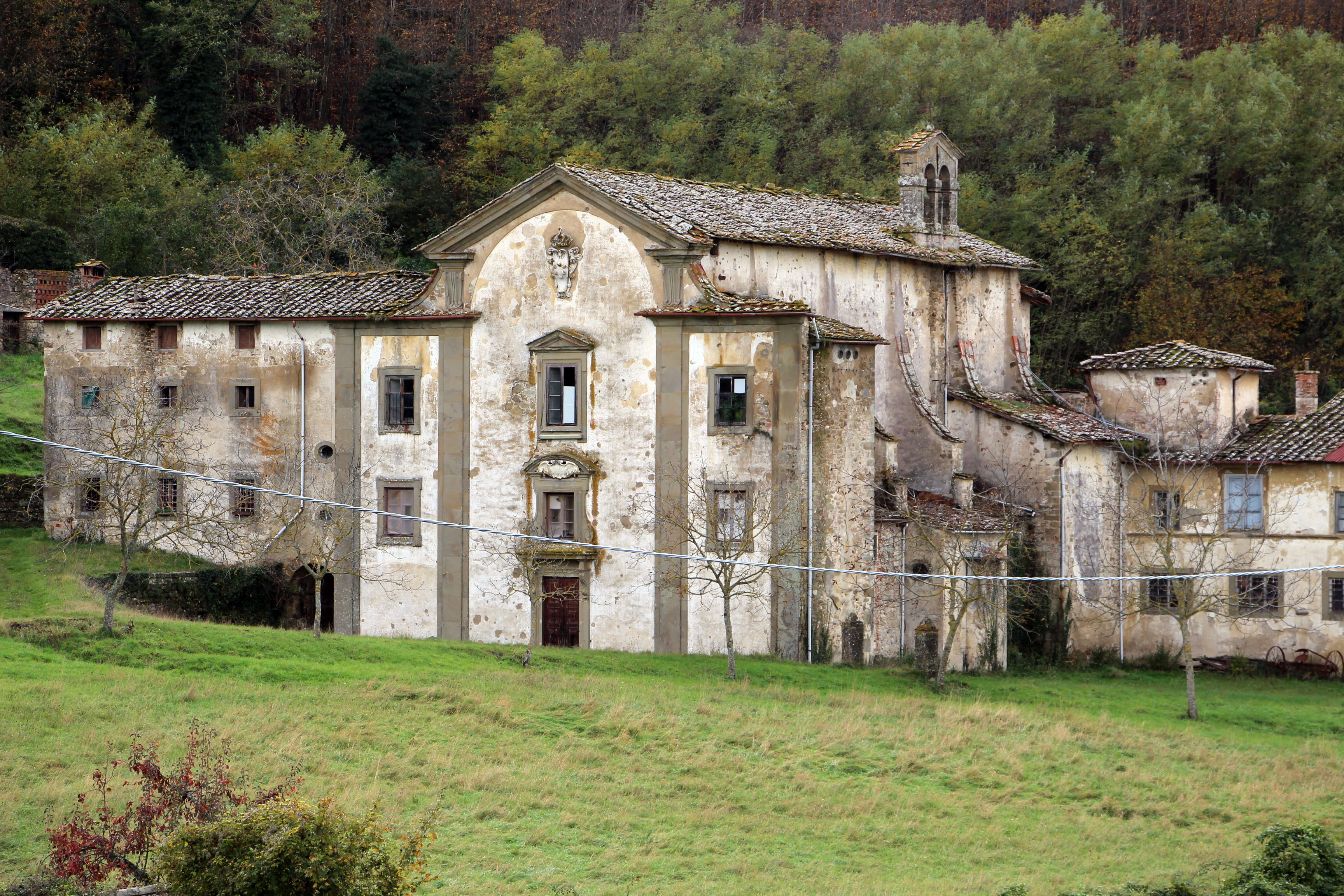
Badia del Buonsollazzo
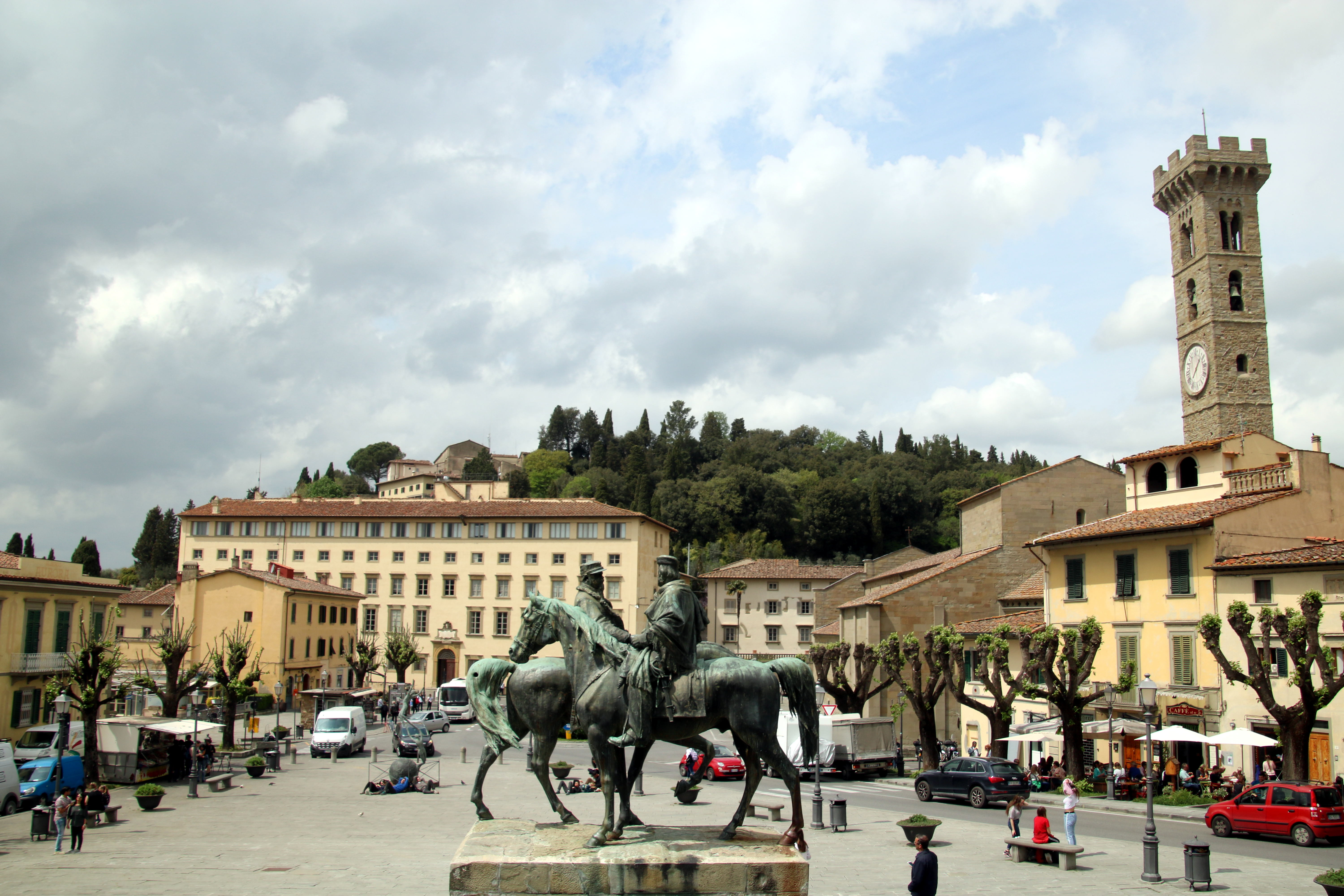
Fiesole
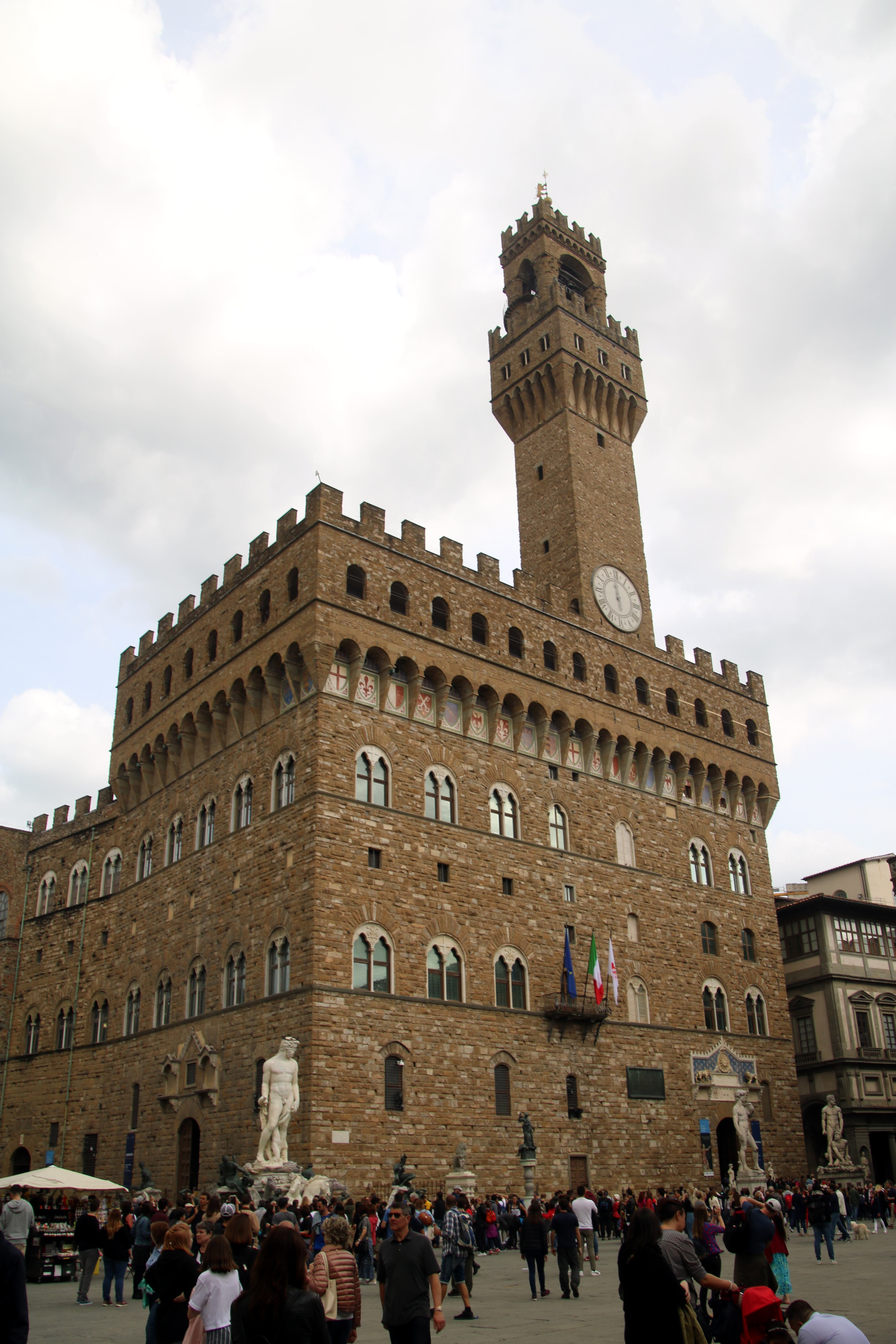
Firenze